# بيتاليت
البيتاليت (Li (AlSi4O10 معدن لليثيوم، يتبلور في فصيلة أحادي الميل.
الصلابة 6-6.5
الوزن النوعي=2.4
انفصام قاعدي كامل
مكسر محاري غير كامل
البريق زجاجي ولؤلؤي
عديم اللون أو أبيض أو رمادي
شفاف أو نصف شفاف
درجة الانصهار=5